# Santa Coloma de Tuïr
Santa Coloma, o Santa Coloma de Tuïr, o Santa Coloma de la Comanda (['santəku'lumə], estàndard ['santəku'lomə (ðə tu'i)], en francès Sainte-Colombe-de-la-Commanderie) és un poble, cap de la comuna del mateix nom, de 146 habitants, de la comarca del Rosselló, a la Catalunya del Nord. També anomenat Santa Coloma de la Comanda, era una dependència de l'antiga comanda dels Templers del Mas Déu. És part de la subcomarca dels Aspres. Havia rebut igualment el nom de Santa Coloma de Conjunta.

## Etimologia
El nom del poble prové en part de la patrona de la parròquia local, santa Coloma, i en part a la dependència de la veïna Tuïr. El nom oficial en francès es deu a les possessions en el terme colomí de la Comanda del Mas Déu. Tanmateix, Joan Becat estableix que el nom del vilatge ha de ser, simplement, Santa Coloma, sense cap afegiment, conformement a l'ús. Al llarg de la història aquest poble ha rebut, a més, els noms de Santa Coloma de la Comanda i de Santa Coloma de Conjunta.

## Geografia

### Localització i característiques generals del terme

Situació de la comuna de Santa Coloma de Tuïr en el Rosselló

El terme comunal de Santa Coloma de Tuïr, de 47.400 hectàrees d'extensió, és situat a la Plana del Rosselló, just al sud de la vila de Tuïr. Es troba a la subcomarca dels Aspres, al límit amb la Plana del Rosselló. La part nord-oriental, plana, és encara pertanyent a les terrasses de la vall de la Tet, mentre que la resta del territori forma part dels contraforts nord-orientals dels Aspres.
Termes municipals limítrofs:
|                        | Tuïr    |        |
| Castellnou dels Aspres |         | Llupià |
|                        | Terrats |        |

### El poble de Santa Coloma

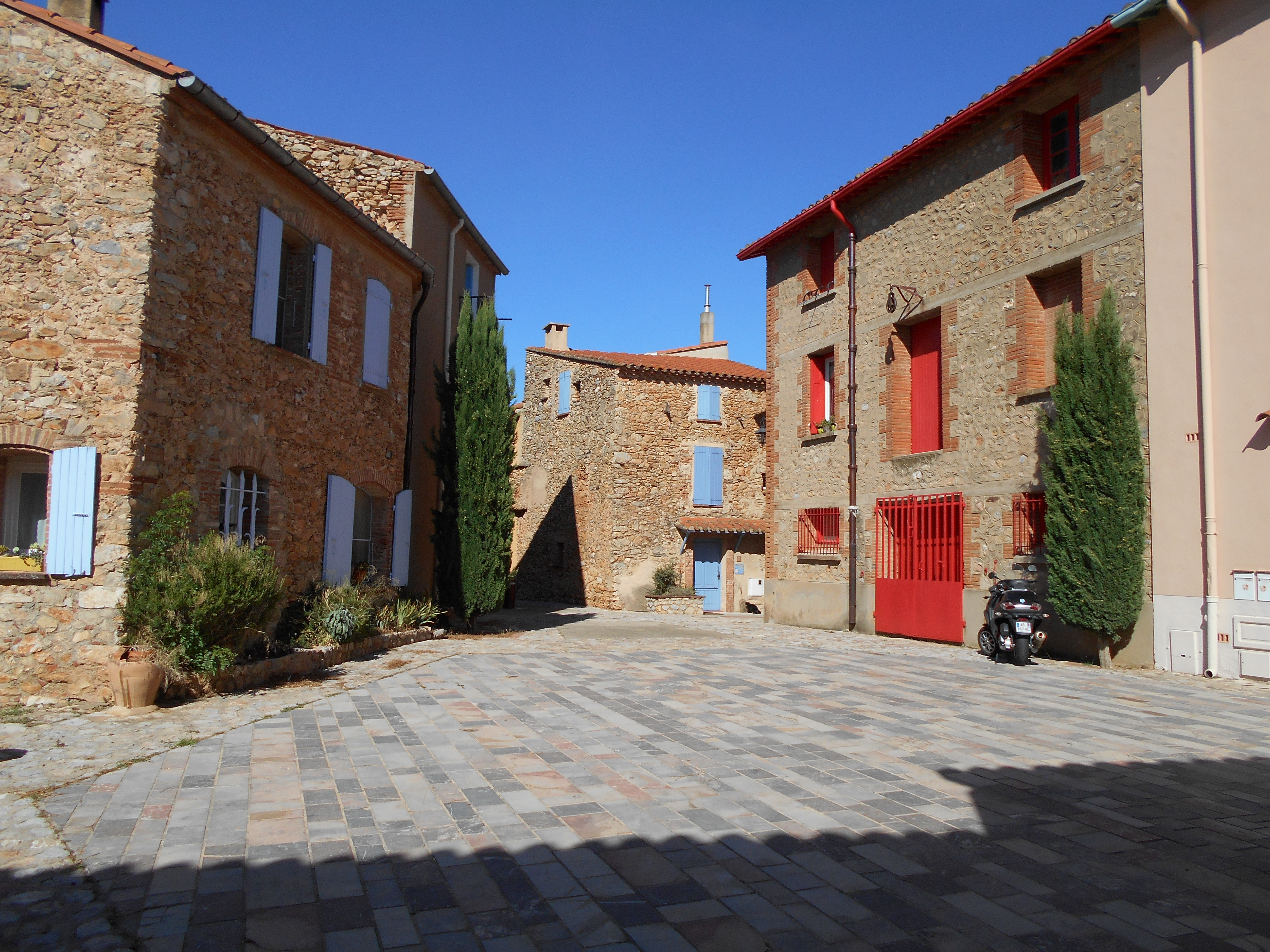
La plaça de la cellera de Santa Coloma de Tuïr

El poble nasqué a partir de la cellera organitzada a l'entorn de l'església parroquial de Santa Coloma de la Comanda (o de Tuïr) i el seu cementiri. Era una cellera de forma bàsicament quadrada, una part de la qual ha caigut, amb el pas del temps. El poble de Santa Coloma és a la zona més oriental del terme comunal, a prop de Tuïr, de Terrats i de Llupià. Destaquen en el poble vell la Casa d'en Boi, abans Casa d'en Bià, la Casa d'en Jaubert (nom ara ja en desús), la Casa d'en Noll, o d'en Puig, la Casa d'en Padern i la Casa d'en Cases, antigament Casa d'en Vilar.

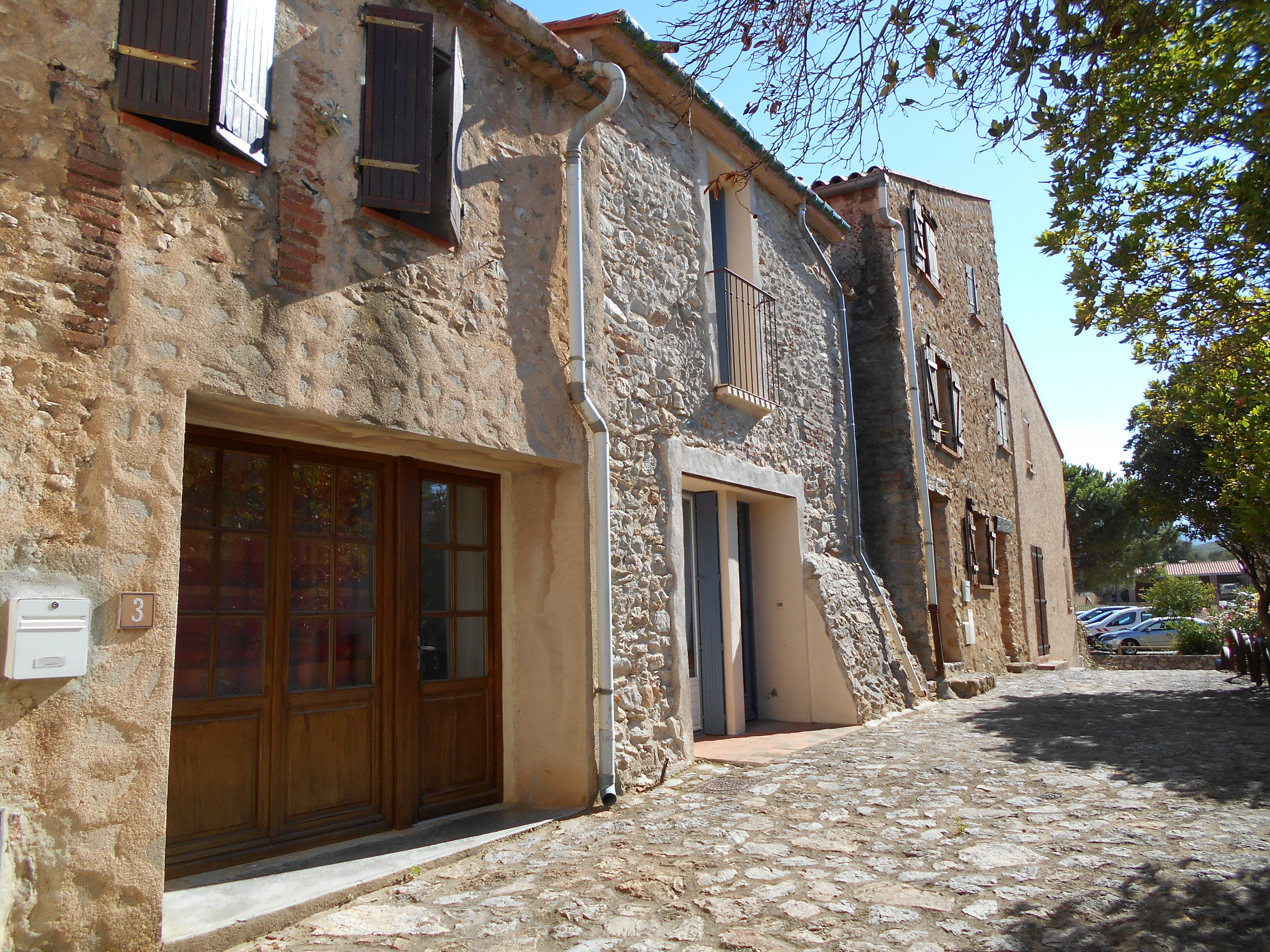
Mur nord de la cellera de Santa Coloma de Tuïr

Als límits del poble vell es drecen tres caves vinícoles: la Cava Castell Mossé, la Cava de les Tres Colomes i la Cava dels Oms. És un poble que ha crescut poc, però sí que cal observar la construcció de dues modernes urbanitzacions, el Camí de Terrats i les Aibrines, que enllaça amb les urbanitzacions properes de Tuïr.

### L'antic poblat de Conjunta
Tal com va establir Albert Cazes, el veïnat de Conjunta està constituït pels masos, actualment desapareguts, de la Brugada, l'Om, el Puig, el Pujol i el Vilar. Es desconeix llur emplaçament exacte, però podria ser el mateix poble actual de Santa Coloma.

### Els masos del terme
A part dels masos desapareguts esmentats a l'apartat anterior, les construccions rurals de Santa Coloma són el Cortal d'en Batlló i el Cortal d'en Noell, actualment en ruïnes tots dos i el Cortal d'en Trilles, abans denominat Cortal de l'Arnau. La resta de masos eren dins del poble.

### Els cursos d'aigua
Sense cap riu principal, els cursos d'aigua de Santa Coloma són tots de règim torrencial: els còrrecs, tal com són denominats al Rosselló. Hi trobem dos còrrecs sense nom, denominats simplement Còrrec, situats a la zona nord del terme; el Còrrec de Coma d'Abella, el Còrrec de la Coma, el Còrrec de la Creu, el Còrrec de la Dou, el Còrrec de la Garriga, el Còrrec de l'Alpí, el Còrrec de la Vinya d'en Vilar, el Còrrec de les Aibrines, el Còrrec de les Fontetes, el Còrrec de les Mangoixes, el Còrrec de l'Espinassera, el Còrrec del Vidrer, o del Joncàs, el Còrrec d'en Canonge i el Còrrec d'en Palet, o de les Feixes d'en Palet.
Esment a part mereix la important sorgència de la Dou, situada a prop al sud-oest del poble.

### Relleu
El terme és essencialment pla a tota la franja nord-oriental, als límits amb Tuïr i Llupià, però presenta els primers contraforts dels Aspres a la zona limítrofe amb Castellnou dels Aspres. Gairebé al centre del terme hi ha el Serrat del Puig, que assoleix el 238 m alt, i encara puja fins a prop dels 290 al seu nord-oest, a la zona del Cauce i a 300 a la Garriga. Al Causse, hi ha la gran pedrera departamental de Tuïr, al límit amb Castellnou dels Aspres i Tuïr. La pedrera, majoritàriament en terme de Santa Coloma, entra lleugerament en el de Tuïr.

### El terme comunal
Pocs topònims es conserven, a Santa Coloma, en bona part per les seves grans zones ermes. Hi trobem les Aibrines, l'Alpí, el Camí de Castellnou, Campboix, Caldom, el Causse, la Colomina de la Creu, les Escomelles, o les Comelles, l'Espinassera, la Garriga, la Pedrera departamental, el Peu del Causse, el Pou dels Pobres, els Vidrers i la Vinyassa.
Alguns topònims designen fites o senyals que marquen els límits comunals: el Piló de Coma d'Abella, el Piló de la Garriga de Castellnou, el Piló de la Vinya d'en Padern, el Piló del Camí de Cantarana, el Piló del Cortal d'en Batlló, el Piló de Puig Rodon, o dels Quatre Termes, el Roc de Coma d'Abella, la Termenera i les Termeneres de l'Espinassera.

## Transports i comunicacions

### Carreteres
Una sola carretera travessa el terme de Santa Coloma, fent un angle recte en el sector més oriental del terme. És la D - 18 (Terrats - Tuïr) surt de Tuïr cap al sud-est i mena a Santa Coloma de Tuïr en 1,6 quilòmetres. Terrats és a 2 quilòmetres de Santa Coloma.

### Transport públic col·lectiu
Santa Coloma de Tuïr disposa de pocs mitjans de comunicació públics, tot i que la gran proximitat amb Tuïr fa més lleuger aquest relatiu aïllament. Només disposa d'una línia, la 390 del servei Le bus à 1 euro, que porta de Perpinyà a Forques a través de Toluges, Tuïr, Santa Coloma de Tuïr i Terrats. Té 10 serveis diaris en cada direcció, de dilluns a dissabte, i no circula els dies festius. Per aquesta línia, Santa Coloma és a 47 minuts de Perpinyà, a 13 de Toluges, està un quart d'hora resseguint les diferents parades de la vila, i després és a 5 minuts Terrats i a 10 de Forques.

### Els camins del terme
En tractar-se d'un terme petit i força accidentat, el recorren pocs camins. D'una banda, hi ha els dos camins ja denominats rutes: la de Terrats, antic Camí de Terrats, i la de Tuïr, abans Camí de Tuïr, i actualment convertit pràcticament en una avinguda urbana: l'Avinguda de l'Aspre. D'altra banda, hi ha els camins que enllacen, directament o indirecta, amb els pobles dels entorns: Camí de Castellnou, Camí de Fontcoberta, abans Camí de Castellnou a Tuïr, Camí de Llupià i Camí del Molí de Cantarana, o Camí de la Cantarana. A part, cal citar la Carrerada, antiga via de transhumància, que travessa el terme colomí de ponent a llevant.

## Activitats econòmiques
La principal activitat econòmica de Santa Coloma és, com en la major part de comunes rosselloneses, l'agrícola. A Santa Coloma hi ha poques explotacions agrícoles, perquè una bona part del territori comunal és erm, poblat de garrigues. Predomina la vinya, a les zones conreades, quasi tota per a vins de denominació d'origen controlada. A més, hi ha algunes extensions de prats i farratges, per la qual cosa hi ha una certa activitat ramadera (ovelles i cavalls, sobretot). Hi ha també una mica d'arbres fruiters, quasi tots presseguers.

## Història

### Edat mitjana
Inicialment anomenada Conjunta, el segle x depenia de l'abadia de Sant Pere de Rodes; una butlla papal del 974 confirmava aquesta possessió, la de villa Conjuncta, amb els molins que en depenien. El nom de Conjunta es mantingué almenys fins al segle xii, tot i que convisqué des de principis de l'xi amb el de Santa Coloma: villa Sancta Columba (1009). El 1018 la possessió d'aquest lloc i de la seva església motivà un litigi on intervingué Bernat, vescomte de Cerdanya, que pretenia tenir poble i parròquia en alou; el plet tingué lloc a Sant Tomàs de Llupià, presidit pel comte de Besalú, que sentencià a favor de Sunifred, fill del vescomte cerdà Bernat, contra d'altres aloers, que havien ocupat sense autorització terres i delmes.
Al segle xiii Santa Coloma fou infeudada a la família Palaudà (procedent de Palaldà). Bernat de Palaudà rebé les justícies civil i criminal, però a mitjan segle els monjos cavallers hospitalers de la Comanda del Mas Déu, de l'orde de Sant Joan de Jerusalem, successors dels templers al Mas Déu.

### Edat Moderna
Els hospitalers conservaren aquesta senyoria fins a la fi de l'Antic Règim.

## Demografia

### Demografia antiga
La població està expressada en nombre de focs (f) o d'habitants (h)
| 10 f | 7 f | 7 f | 6 f | 3 f | 4 f | 33 f | 8 f | 11 f | 51 h | 9 f |

Font: Pélissier 1986
Nota:
- El 1643 fou comptat conjuntament amb Terrats, i és inclòs en el quadre d'aquell poble.

### Demografia contemporània
| Evolució de la població |      |      |      |      |      |      |      |      |
| 1793                    | 1800 | 1806 | 1821 | 1831 | 1836 | 1841 | 1846 | 1851 |
| 54                      | 56   | 81   | 79   | 80   | 71   | 70   | 82   | 76   |

| 1856 | 1861 | 1866 | 1872 | 1876 | 1881 | 1886 | 1891 | 1896 |
| ---- | ---- | ---- | ---- | ---- | ---- | ---- | ---- | ---- |
| 50   | 76   | 72   | 66   | 62   | 68   | 75   | 74   | 65   |

| 1901 | 1906 | 1911 | 1921 | 1926 | 1931 | 1936 | 1946 | 1954 |
| ---- | ---- | ---- | ---- | ---- | ---- | ---- | ---- | ---- |
| 70   | 66   | 55   | 77   | 75   | 60   | 60   | 50   | 58   |

| 1962 | 1968 | 1975 | 1982 | 1990 | 1999 | 2008 | 2013 | - |
| ---- | ---- | ---- | ---- | ---- | ---- | ---- | ---- | - |
| 73   | 60   | 71   | 87   | 83   | 101  | 119  | 146  | - |

Fonts: Ldh/EHESS/Cassini fins al 1999, després INSEE a partir deL 2004

### Evolució de la població

Població 1962-2008

## Administració i política

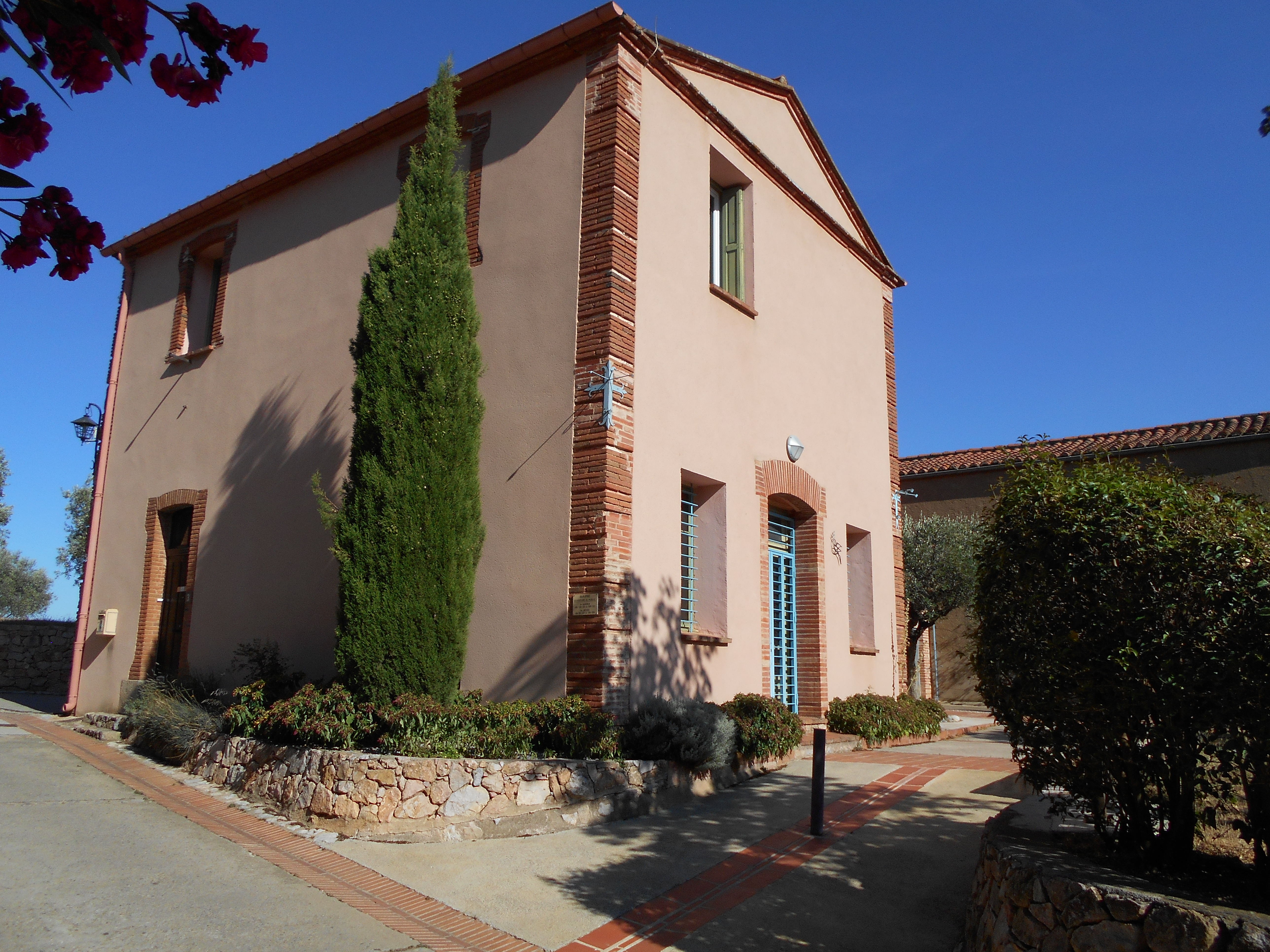
La casa del Comú

### Batlles[8]
| Període                       | Nom           | Opció política | Comentaris |
| ----------------------------- | ------------- | -------------- | ---------- |
| Març del 2001 - Moment actual | Alphonse Puig |                |            |

### Legislatura 2014 - 2020

#### Batlle
- Alphonse Puig.

#### Adjunts al batlle[9]
- 1r: Progrès Fornos
- 2a: Michel Cases.

#### Consellers municipals
- Louise André
- Lydie Leroux
- Andrée Mas
- Lucien Civil
- Jacques Combecave
- Jérôme de Maury
- Jacques Mossé.

### Adscripció cantonal

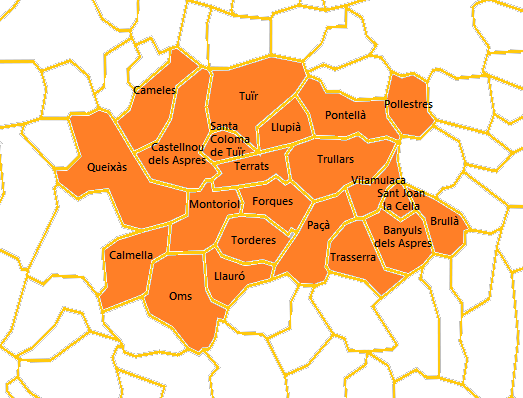
Mapa del Cantó 1 dels Aspres

A les eleccions cantonals del 2015 Santa Coloma de Tuïr ha estat inclòs en el cantó número 1, denominat Els Aspres, amb capitalitat a la vila de Tuïr i amb els pobles de Banyuls dels Aspres, Brullà, Calmella, Cameles, Castellnou dels Aspres, Forques, Llauró, Llupià, Montoriol, Oms, Paçà, Pollestres, Pontellà i Nyils, Queixàs, Santa Coloma de Tuir, Sant Joan la Cella, Terrats, Torderes, Trasserra, Trullars i Vilamulaca. Hi han estat escollits com a consellers departamentals Édith Pugnet, del Partit Comunista - Front d'esquerra, Vicepresident del Consell departamental, adjunta al batlle de Cabestany, i René Olivé, del Partit Socialista, Vicepresident del Consell departamental, batlle de Tuïr.

## Ensenyament i cultura
Santa Coloma disposa d'una petita escola maternal i primària, organitzada en sis grups escolars. Els alumnes de secundària van als col·legis de Tuïr o de Perpinyà, i els de batxillerat, als de Perpinyà. A banda de l'escola, hi ha un Centre d'esplai.